# Stefan Mauk
Stefan Mauk (Bedford Park, 12 oktober 1995) is een Australisch profvoetballer die als aanvallende middenvelder speelt. 

## Clubcarrière
Mauk verruilde het Australian Institute of Sport in 2012 voor Melbourne Heart, waarvoor hij in 2013 debuteerde in de A-League. De club veranderde de naam in 2014 in Melbourne City. Het verruilde Mauk in januari 2016 met Osama Malik van Adelaide United. Daarmee werd hij direct landskampioen.

### N.E.C.
Mauk verruilde Adelaide United in juli 2016 voor N.E.C.. Daar tekende hij een contract voor drie seizoenen, met een optie voor nog een extra jaar. Hij maakte op 5 augustus 2016 zijn debuut voor N.E.C. in een met 1-1 gelijk gespeelde thuiswedstrijd tegen PEC Zwolle. Hij degradeerde op 28 mei 2017 met N.E.C. naar de Eerste divisie.

### Melbourne City
Na de degradatie met N.E.C. werd Mauk in zijn tweede seizoen in Nederland verhuurd aan zijn oude club Melbourne City. Daar kwam hij tot 22 wedstrijden en 5 goals, alvorens hij terugkeerde naar N.E.C., waar hij nog een contract had tot de zomer van 2019. Door zijn sterke seizoen in Australië had hij echter de interesse gewekt van Brisbane Roar.

### Brisbane Roar en Adelaide United
In juni 2018 werd bekend dat Mauk een contract voor vier seizoenen had getekend bij Brisbane Roar. In 2020 ging hij naar Adelaide United.

### Fagiano Okayama
In februari 2022 ging hij naar het Japanse Fagiano Okayama dat uitkomt in de J2 League. Na twee seizoenen keerde hij begin 2024 terug bij Adelaide United.

### Clubstatistieken
| Seizoen | Club             | Competitie | Competitie | Competitie | Beker | Beker | Overig | Overig | Totaal | Totaal |
| Seizoen | Club             | Competitie | Wed.       | Dlp.       | Wed.  | Dlp.  | Wed.   | Dlp.   | Wed.   | Dlp.   |
| ------- | ---------------- | ---------- | ---------- | ---------- | ----- | ----- | ------ | ------ | ------ | ------ |
| 2012/13 | Melbourne City   | A-League   | 1          | 0          | 0     | 0     | —      | —      | 1      | 0      |
| 2013/14 | Melbourne City   | A-League   | 16         | 0          | 0     | 0     | —      | —      | 16     | 0      |
| 2014/15 | Melbourne City   | A-League   | 5          | 0          | 0     | 0     | —      | —      | 5      | 0      |
| 2015/16 | Melbourne City   | A-League   | 12         | 4          | 0     | 0     | —      | —      | 12     | 4      |
| 2015/16 | Adelaide United  | A-League   | 11         | 3          | 3     | 0     | —      | —      | 14     | 3      |
| 2016/17 | N.E.C.           | Eredivisie | 2          | 0          | 0     | 0     | 1      | 0      | 3      | 0      |
| 2017    | → Melbourne City | A-League   | 20         | 4          | 0     | 0     | 2      | 1      | 22     | 5      |
| 2017    | Brisbane Roar    | A-League   | 4          | 0          | 2     | 0     | 0      | 0      | 6      | 0      |
| 2018    | Brisbane Roar    | A-League   | 10         | 1          | 0     | 0     | 0      | 0      | 10     | 1      |
| 2019    | Adelaide United  | A-League   | 9          | 0          | 0     | 0     | 0      | 0      | 9      | 0      |
| 2020    | Adelaide United  | A-League   | 24         | 7          | 0     | 0     | 2      | 0      | 26     | 7      |
| 2021    | Adelaide United  | A-League   | 14         | 3          | 0     | 0     | 0      | 0      | 14     | 3      |
| 2022    | Fagiano Okayama  | J2 League  | 23         | 4          | 1     | 0     | 0      | 0      | 24     | 4      |
| 2023    | Fagiano Okayama  | J2 League  | 37         | 6          | 1     | 0     | 0      | 0      | 38     | 6      |
| 2024    | Adelaide United  | A-League   | 5          | 0          | 0     | 0     | 0      | 0      | 5      | 0      |
| Totaal  | Totaal           | Totaal     | 193        | 32         | 7     | 0     | 5      | 1      | 205    | 33     |

Bijgewerkt op 4 juni 2018.

## Interlandcarrière
Mauk was Australisch jeugdinternational en nam deel aan het wereldkampioenschap voetbal onder 17 - 2011. In mei 2016 werd hij opgeroepen voor het Australisch voetbalelftal voor een vriendschappelijke wedstrijd tegen Engeland maar hij debuteerde niet.